# Srđan Lakić
Srđan Lakić (Dubrovnik, 1983. október 2. –) horvát labdarúgó, 2014 óta a német élvonalbeli SC Paderborn 07 csatára.

## Klubcsapatokban

### A kezdetek és a Hertha BSC-szerződés
Lakić profi pályafutását hazájában, a GOŠK Dubrovnik, a Hrvatski Dragovoljac és a Kamen Ingrad csapataiban kezdte, utóbbival az élvonalban szerepelt, mielőtt 2006 nyarán a Hertha BSC játékosa lett.
Új csapatában 2006. augusztus 10-én debütált a grúz Ameri Tbiliszi elleni UEFA-kupa-selejtezőn, a Bundesligában három nappal később mutatkozott be a Wolfsburg ellen. Első és egyetlen Hertha-gólját a grúzok elleni 2–2-es idegenbeli visszavágón szerezte. Azonban sosem tudott stabil helyet kiharcolni magának, első berlini szezonját mindössze 11 bajnokival zárta.

### Kölcsönben a Heracles Almelonál
Habér Lakić a 2007–08-as szezont a Herthával kezdte, játszott az első fordulóban is, a klub 2007. augusztus 29-én úgy döntött, egy szezonra kölcsönadják a holland Heracles Almelo csapatának.
A bajnokságban 2007. szeptember 15-én mutatkozott be az Ajax ellen, első gólját 2008. január 22-én lőtte az Excelsior Rotterdam ellen. A szezont 22 bajnokin 7 góllal fejezte be, ő volt a Heracles második legjobb gólszerzője.

### Kaiserslautern
Miután lejárt kölcsönszerződése, visszatért a Herthához, de 2008. augusztus 6-án három évre a Bundesliga 2-szereplő Kaiserslauternhez igazolt. A 9-es mezt kapta.
Új csapatában 2008. augusztus 9-én debütált, ő lőtte a csapat egyetlen gólját, a német labdarúgókupa első körében balszerencséjükre a Carl Zeiss Jena eggyel többet szerzett. Első bajnokiján a klub színeiben 3–3-at játszottak a Mainz 05 ellen, a 2008. augusztus 15-i meccsen a félidőben cserélték be, amikor a csapat 3–0-ra vesztésre állt. 2008. augusztus 9-én meglőtte első bajnoki gólját, az utolsó gólt lőtte az idegenbeli 3–1-es győzelmük alkalmával az Ingolstadt ellen. 25 bajnokin 12 gólt lőtt.
Második szezonjában 24 bajnokin 7 gólt lőtt, első helyen jutottak fel a 2010–11-es Bundesligába.
2010. augusztus 21-én két gólt lőtt a 2010–11-es szezonban a Kaiserslautern első Bundesliga-meccsén, 3–1-re verték az 1. FC Kölnt. Egy hét múlva is betalált, a második gólt lőtte a Bayern München 2–0-s hazai legyőzésekor. 2010. november 27-én két gólt lőtt a Schalke 04 5–0-s hazai kiütésekor, harmadik dupláját a Werder Bremen ellen szerezte, december 18-án 2–1-re verték őket otthon, a téli szünet előtt 11 bajnoki gólt lőtt.
Nagyszerű teljesítményt nyújtott a 'Lautern 2010–11-es kupamenetelése közbe is: négy meccsen 7 gólt lőtt. 2010. augusztus 13-án az utolsó percben egyenlített a VfL Osnabrück ellen az első körben, a hosszabbításban két gólpasszt adott Erwin Hoffernek, 3–2-re nyertek. A második körben 3–0-ra verték az Arminia Bielefeldet 2010. október 26-án, ő lőtte mindhárom gólt. A TuS Koblenz ellen is triplázott 2011. január 19-én, 4–1-re verték a legjobb 16 közt őket, de egy hét múlva 2–0-ra kikaptak a negyeddöntőkben az MSV Duisburg ellen és kiestek.
2011. január 27-én a Bosman-szabály értelmében a VfL Wolfsburghoz írt alá, ahová a szezon után csatlakozott, 2015-ig írt alá.

### VfL Wolfsburg
Lakić nem sok lehetőséget kapott a Felix Magath irányította első csapatban, mindössze 4 Bundesliga-meccsen játszott, gólt nem lőtt. Az állapotra megoldást nyújtott az, hogy kölcsönadták az 1899 Hoffenheimnek.
A 2012–13-as szezon első felében, hoffenheimi kölcsöne lejárta után újabb rövid időszakot töltött a Wolfsburgnál.

#### 1899 Hoffenheim – kölcsönben
Az 1899 Hoffenheim a 2011–12-es szezon végéig szemelte ki a VfB Stuttgartba távozó Vedad Ibišević pótlására. Lakićot nem sokat játszatta Markus Babbel menedzser, szerzett gól nélkül tért vissza a VfL Wolfsburghoz.

#### Eintracht Frankfurt – kölcsönben
2013 januárjában Lakićot ismét kölcsönadták, ezúttal a 2012–13-as szezon második felére és a 2013–14-es szezon első felére az Eintracht Frankfurtnak. A Hamburger SV elleni debütálása álomszerűre sikeredett. Ő lőtte mindkét gólt a Frankfurt 2-0-s sikerével végződő találkozón. De nem maradt meg jó formája, nem kecsegtették reménnyel.A 2013–14-es szezon első felében sosem volt a kezdőcsapat tagja, egyszer sem játszott 30 percnél tovább, gólt sem lőtt.

### Visszatérés a Kaiserslauternhez
2014 januárjában frankfurti kölcsönszerződése és wolfsburgi kontraktusa is lejárt. Így szabadon visszatérhetett az 1. FC Kaiserslauternhez.

## Válogatottban
2005-ben háromszor szerepelt a horvát U21-es labdarúgó-válogatottban. 2010. november 2-án bekerült a Málta elleni 2012-es labdarúgó-Európa-bajnokság-selejtezőre készülő horvát válogatott keretbe, de pályára nem lépett. He is yet to make his full international debut.

## Fordítás
Ez a szócikk részben vagy egészben  a   Srđan Lakić című angol Wikipédia-szócikk ezen változatának fordításán alapul.  Az eredeti cikk szerkesztőit annak laptörténete sorolja fel. Ez a jelzés csupán a megfogalmazás eredetét és a szerzői jogokat jelzi, nem szolgál a cikkben szereplő információk forrásmegjelöléseként.